# Алан Голлінггерст
Алан Голлінггерст (англ. Alan Hollinghurst) — англійський письменник, переможець Букерівської премії 2004-го року за роман The Line of Beauty.

## Життєпис
Народився Алан Голлінггерст 26 травня 1954 в Страуді, графство Глостершир, на сході Англії. Єдина дитина Руперта Голлінггерста (Rupert Hollinghurst) (банківського менеджера) та його дружини Ліліан (Lilian). Закінчив Canford School в Дорсеті.
Вивчав англійську літературу в Magdalen College, Oxford, який він закінчив в 1975. Після цього він отримав ще й ступінь Магістра з Літератури (1979). В Оксфорді він жив в одному будинку з Ендрю Моушеном, і отримав поетичну премію Newdigate Prize у 1974 році, на рік раніше за Моушена.
В кінці 70-х він став викладати в Magdalen College, а потім в Somerville College та Corpus Christi College, Oxford. У 1981 він змінив роботу, і почав викладати в University College London, а у 1982 він приєднався до The Times Literary Supplement і був заступником редактора газети з 1989 до 1995. У 1995 році Голілінґгерст був названий «найкращим молодим британським письменником».
У 1997, він відвідав Азію в ході книжкового туру в Сінгапурі.
Алан Голлінггерст відкритий гей Він живе в Лондоні.

## Творчість
Більшість книг Алана Голлінггерста присвячені дослідженню проблем, з якими в сучасному суспільстві стикаються гомосексуали.

### Переклади
- Bazajet Жана Расіна, 1991